# Остропільський полк
Остропільський полк, або Воли́нський полк — адміністративно-територіальна і військова одиниця Правобережної України в другій половині 17 століття. Утворений 1648 року. Полкові центри: містечко Остропіль, згодом — містечко Межирічі.

## Історія
В ході Хмельниччини полк формувався на Волині. Восени 1648 року у межах колишнього Волинського воєводства Речі Посполитої склалися дві земські одиниці: Волинський (Звягельський) полк, який охоплював колишній Луцький повіт, та Волинський (Остропільський) полк, який охоплював колишній Кременецький повіт. Збереглися свідчення, згідно з якими Михайло Тиша звався «полковником волинським звягельським», а Олександр Кривоносенко — «полковником старшим в Острополі». Відомо, що очолювані ними полки під час польського наступу навесні 1649 року діяли окремо один від одного.
У 1649 році на території полку відбувалися жорстокі бої між українськими повстанцями та регулярними польськими військами під командуванням Станіслава Лянцкоронського та Анджея Фірлея. Народне ополчення під командуванням Івана Донця та Михайла Таборенка вирушило до Заслава, щоб зупинити просування поляків, не дати їм переправитись через Горинь і затримати їх до підходу регулярних полків Війська Запорозького. Проте польські війська Анджея Фірлея вже встигли переправитися через Горинь. Після запеклого бою українці відступили до Сульжинців і замкнулись в тамтешньому замку. Поляки не змогли взяти Сульжинець і повернулися до Заслава. Далі українські загони відступили до Любартова.
Інша група польських військ Станіслава Лянцкоронського 5 червня 1649 року розпочала наступ і змусила козаків Кривоносенка відступити з Красилова і Старокостянтинова до Острополя. Після жорстоких боїв, долаючи «впертий опір», полякам вдалося захопити місто. Проте частина козаків з міщанами замкнулись в замку і відбивали атаки противника. Домовившись про вільний вихід обложених з міста за умови припинення ними боротьби, поляки, порушивши домовленості, підступно напали на них і майже усіх знищили. Лише небагатьом, у тому числі Олександру Кривоносенку, вдалося врятуватися. Після цього підрозділи Лянцкоронського захопили Гриців і Лабунь. Більшість населення полку відступила за Случ або загинула.
Відповіддю на виправи польських військ став похід Богдана Хмельницького до Збаража у липні-серпні 1649 року, під час якого більшу частину Волині було знову включено до Української держави. Однак далі Волинський полк першого утворення проіснував недовго. За Зборівською угодою 1649 року його землі повинні були повернутися до складу Речі Посполитої і восени 1649 року полк було скасовано. Але ще у грудні 1649 року в листах сучасники писали: «За наказом Хмельницького полковник Нечай, а з ним козаки і гультяї на Горині стоять».
Навесні 1657 року українські війська знову зайняли східну частину Волинського воєводства і Волинський полк було відновлено. Проте цього разу його полковим містом стали Межирічі. Полк проіснував до кінця 1658 року, лише в Полонному та околицях козаки Івана Виговського залишалися до 1661 року.

## Територія
Сотенними містами полку були : Любартів, Чортория, Старокостянтинів, Красилів, Полонне, Лабунь, Гриців, Сульжинці, Судилків, Шепетівка, Заслав, Ляхівці, Чолганський Камінь, Кременець, Вишнівець, Збараж.

Волинський полк першого утворення (1648 року) охоплював межі теперешніх Володимирецького району, Сарненського району (західна частина), Березнівського району (південно-західна частина), Костопільського району, Гощанського району, Корецького району, Острозького району, Рівненського району, Здолбунівського району, Млинівського району, Дубнівського району (усі — Рівненська область), Новоград-Волинського району (західна частина) та Баранівського району (західна частина) Житомирської області, Славутського району, Шепетівського району, Полонського району, Ізяславського району, Білогірського району, Теофіпольського району, Красилівського району, Старокостянтинівського району (усі — Хмельницької області), Лановецького району, Збаразького району, Кременецького району та Шумського району Тернопільської області, а також Горохівського району, Луцького району, Рожищенського району, Ківерцівського району і Маневицького району (усі — Волинської області).

Загальна площа Волинського полку першого утворення становила близько 32 000 км².

## Про Волинський (Остропільський) полк
18 вересня 1648 року, Микола Остророг з-під Старокостянтинова: «…дуже непокоїть нас та обставина, що …у нас в тилу багато виявляється бунтівників: на Волині зібралось їх дуже багато, … Тому потрібно було виокремити частину нашого війська і послати на Волинь більше тисячі чоловік, …щоб розсіяти там зборища.»
12 червня 1649 року, Адам Кисіль: «чернь має при собі полковників із запорізьких козаків».

12 червня 1649 року, Станіслав Лянцкоронський: «…тут всі краї і волості біля Горині і Случі заспокоїлися…з того покарання Остропольського…Звідусіль не тільки козаки, а й хлопи повтікали в Україну».

3 липня 1649 року, М. Остророг: «…за нашим відходом від Бугу, Горині та Случі там збунтувалось хлопство і Хмельницькому прибуло людей», «…дуже важко дістати шпигуна між цією Руссю. Усі зрадники, а якщо й добудуть язика, то ти їх пали, а правди не скажуть».

## Пам'ятки
Козацька могила (Полонський район).